# 프란츠 (영화)
《프란츠》(Frantz)는 2016년 9월에 개봉한 프랑스의 드라마 영화이다. 프랑수아 오종이 감독을 맡았으며, 에른스트 루비치의 영화 《내가 죽인 남자》(Broken Lullaby)를 원작으로 한다. 제73회 베니스 영화제 황금사자상 경쟁 부문 후보였으며, 마르첼로 마스트로야니상을 수상했다.

## 출연
- 피에르 니네 : 아드리앵 역
- 파울라 베어 : 안나 역
- 시리엘 클레르 : 아드리앵의 엄마 역
- 조한 본 불로우 : 크로이츠 역
- 마리 그루버 : 마그다 호프마이스터 역
- 에른스트 스퇴츠너 : 한스 호프마이스터 박사 역
- 안톤 폰 루카 : 프란츠 호프마이스터 역
- 알리스 드랑크쟁 : 패니 역
- 엑셀 완드케 : 호텔 안내원 역
- 라이너 에거 : 독일 묘지 관리인 역
- 멀린 로즈 : 취한 남자 역
- 미하엘 위테 : 구스타프 역
- 러츠 블로츠버거 : 호수의 남자 역
- 진 페론 : 리보이레-아드리앵의 이모 역
- 톨스턴 미카엘리스 : 사제 역